# 2008北京国际新闻中心

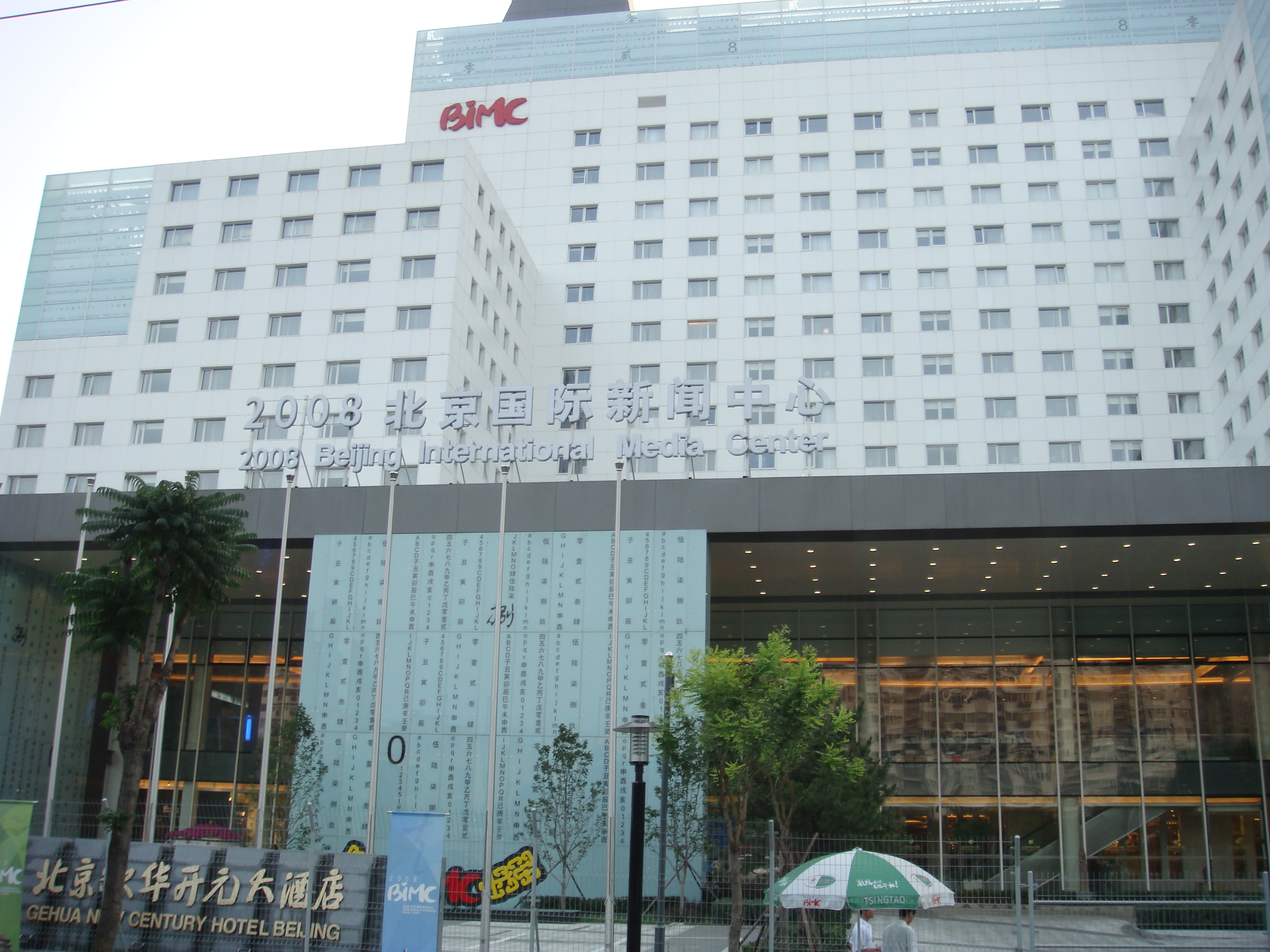
BIMC的A座正面

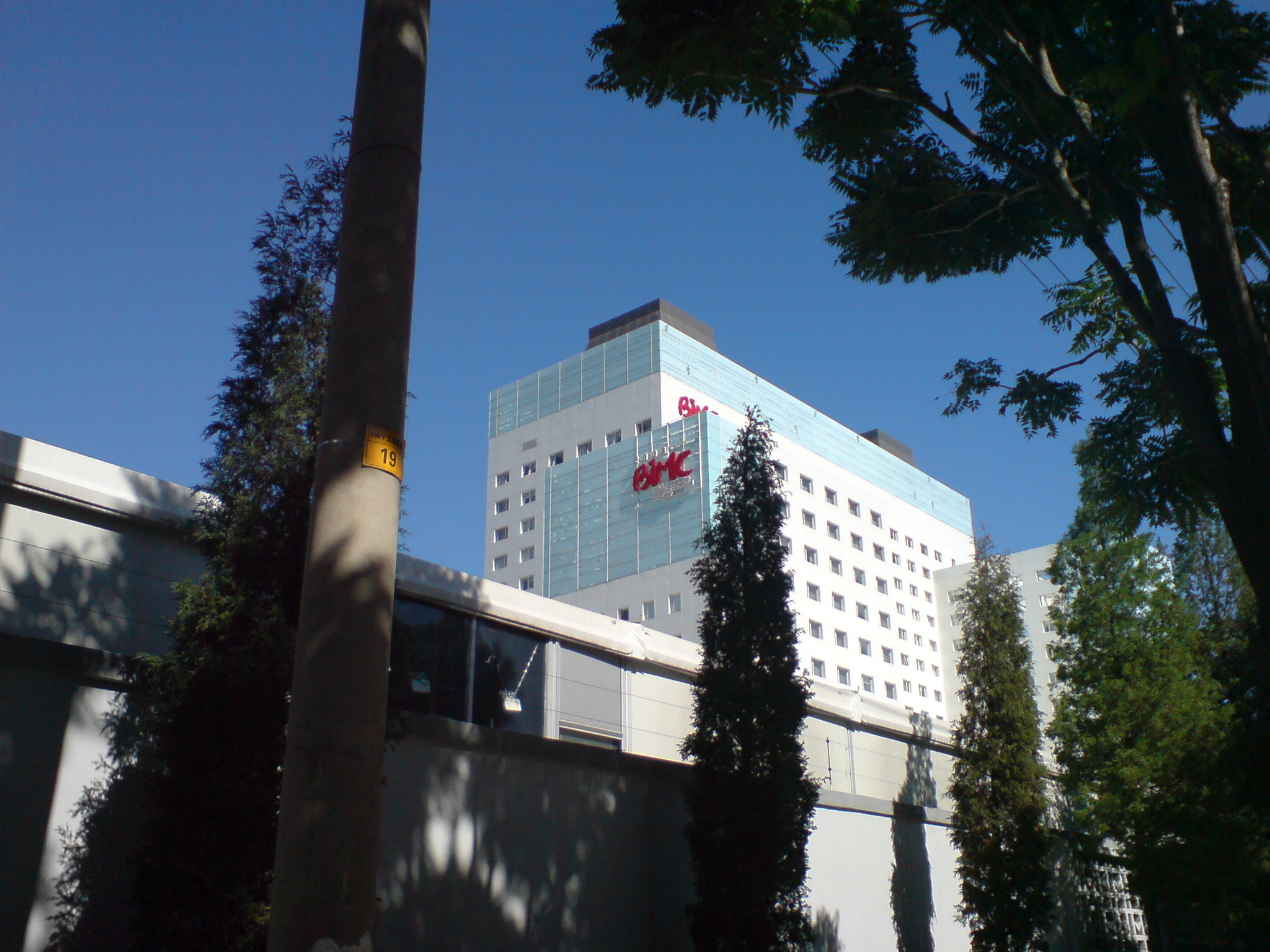
在鼓楼大街拍摄的BIMC的A座

2008北京国际新闻中心（2008 Beijing International Media Center，簡稱BIMC）是第二十九届夏季奧林匹克運動會期间，在北京设立的为未取得国际奥委会“奥运注册卡”的媒体人员提供新闻信息和接待服务的场所，或称“非注册媒体中心”。BIMC内同时还向媒体人员提供饮食、住宿以及其他公共服务。
国际新闻中心位于北京市朝陽區鼓楼外大街，在原歌华开元大酒店（更早先称为华北大酒店）上按照五星级标准改建而成，距奥运主场馆两公里，並于2008年7月8日正式对中外记者开放。

## 简介

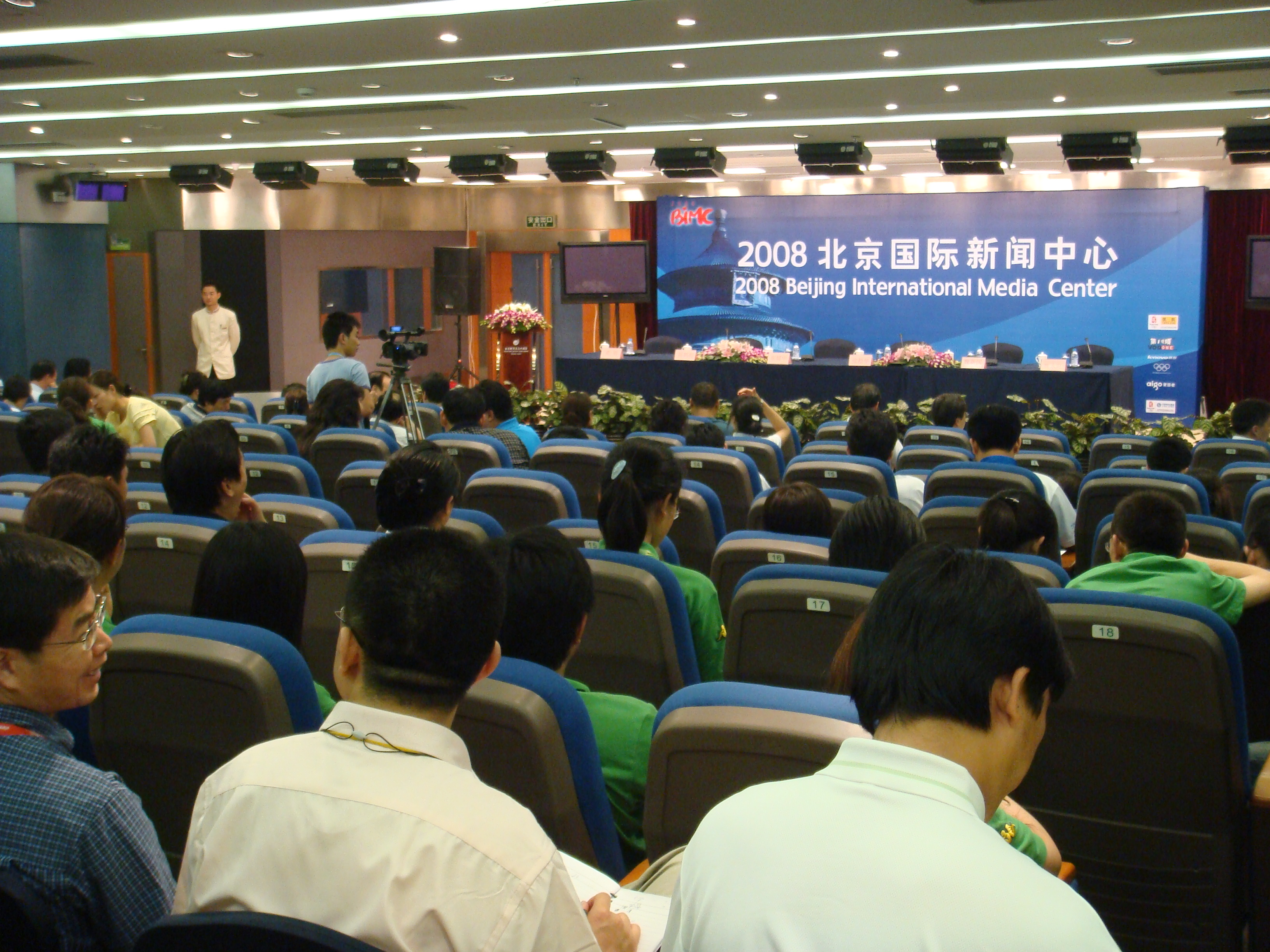
新闻发布2厅

2008北京国际新闻中心（BIMC）位于北京市鼓楼外大街19号歌华开元酒店内，设立目的为“协助世界各国记者圆满完成奥运期间的采访报道任务”，2006年7月开始改建。改建主要有A座大厅和2层以及B座整栋，A座酒店部分全部456套各种客房按照国际5星级标准改建。A座大厅为主要有部分公共服务设施以及问讯处和餐厅，大厅每日下午都有5人民乐队在大堂现场演奏民乐。A座2层则有中国大陆，港、澳、台和外国媒体人员接待处，A,B座联络通道，穆斯林餐厅，中国各地宣传册领取台，免费书籍阅读出，活动咨询处等。B座一共有5层，1层是展览区；2层则是贵宾室，新闻发布厅，会议室；3，4层是媒体工作区，提供免费网络和免费微机，5层是BIMC网络支持中心和办公区。
BIMC是29届奥运会期间大部分非奥运的北京和中国社会民生等咨询的发布平台。自7月8日开放后已经有超过13个新闻发布会在BIMC内举行。同时相关组织部门在开放后每天都有组织“非注册记者”参与诸如参观，文艺演出，集体采访等活动。
除北京主中心以外，国际媒体中心还有在天津，秦皇岛，沈阳，青岛，上海，河北，山西，内蒙古，辽宁，吉林，黑龙江，江苏，浙江，安徽，福建，山东，河南，湖北，湖南，广东，广西，海南，重庆，四川，贵州，云南，西藏，陕西，甘肃，宁夏，新疆设立了2008北京国际媒体中心分中心。

## 增建设施及服务

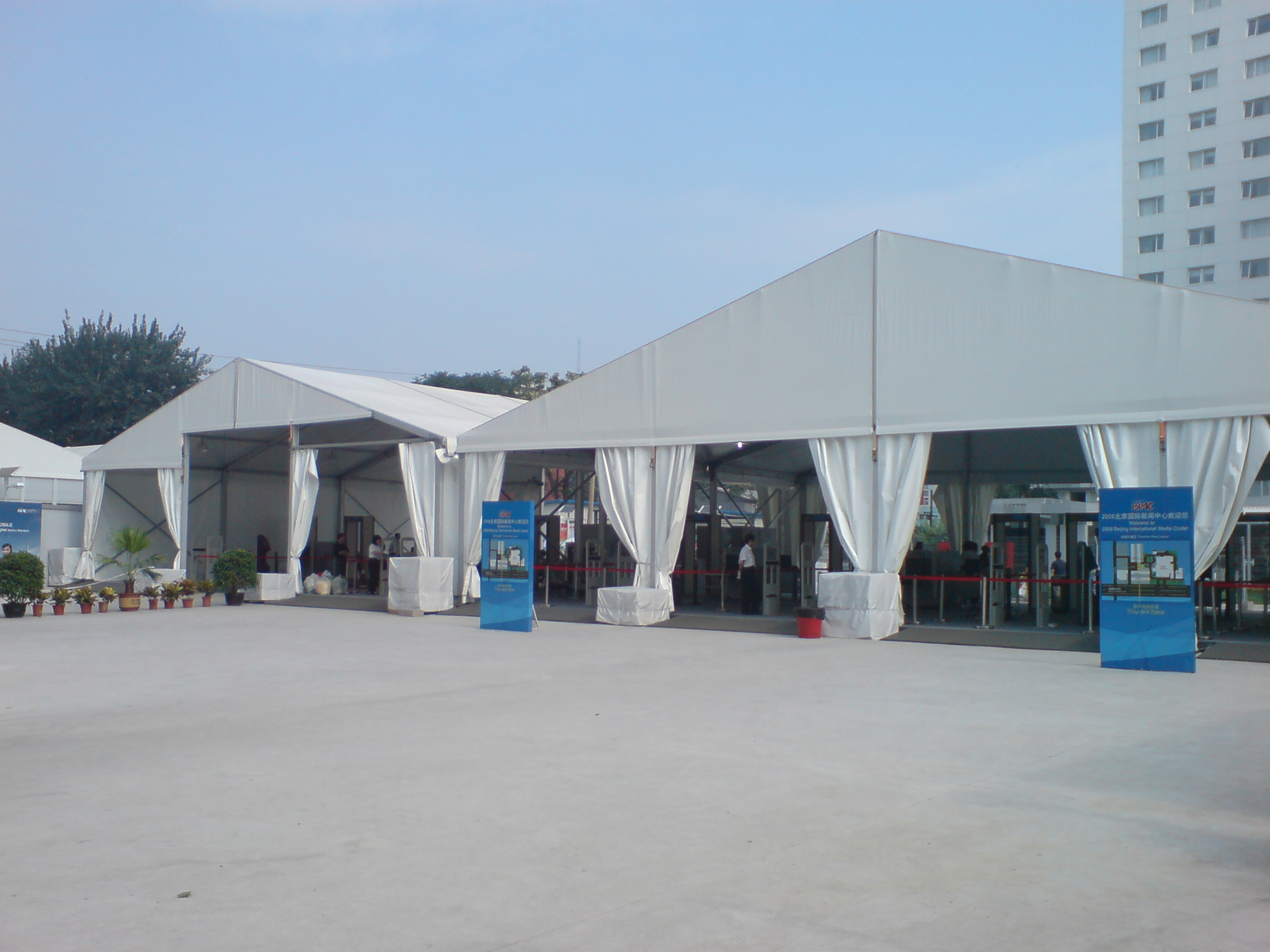
BIMC的安检棚

BIMC除将原有歌华开元酒店改建翻修以外，还在区域内增建了一些设施。在南门入口增设安检大棚入口，南门入口的两边增设了自助餐厅棚和注册服务棚。安检大棚即为BIMC的唯一合法入口，设有6个人员进入通道和1个车辆进入通道，除了初次进入的媒体人员外所有人员必须持有BIMC官方发放的证件方能进入，除警车，消防车辆等特勤车辆外的所有车辆必须持有BIMC的车证方能进入，同时必须接受包括底盘才内的全车检查。
除注册服务棚旁边的出口外的出入口都设有人员出入证件自动感应检查门，在南门入口还设有人员金属探测闸，物品安检机，同时每个人员通道都配备至少三名手检安检人员负责人员安检。注册服务棚或被称为“A号棚”内主要是负责提供记者入门注册，领取资料等服务，同时部分工作人员的办公室设在A号棚内。自助餐厅棚内是工作人员主要的工作餐提供场所，同时也接待记者就餐，由好伦哥餐饮有限公司提供餐饮服务。在2008国际媒体中心外的“湘鄂情”酒店1层的大餐厅同时也向工作人员提供。初此之外还有壹咖啡，江南中餐厅，意餐厅，媒体酒廊和穆斯林自助餐厅，其中大部分餐厅仅向媒体人员开放。
其他公共服务项目还有邮政服务（非注册临时邮局，A、B座之间），ATM（中国工商银行，A座1层），小额外币兑换（总服务台），个人物品寄存（记者工作区），奥运特许商品专卖（与非注册临时邮局在同一房间内，A、B座之间），医疗服务（A座3层），保险服务（综合服务大厅），票务服务（综合服务大厅），联想IT支持中心（A座1层），八喜冰饮贩卖点（注册大棚），中国移动支持中心（注册大棚）。

### 志愿者

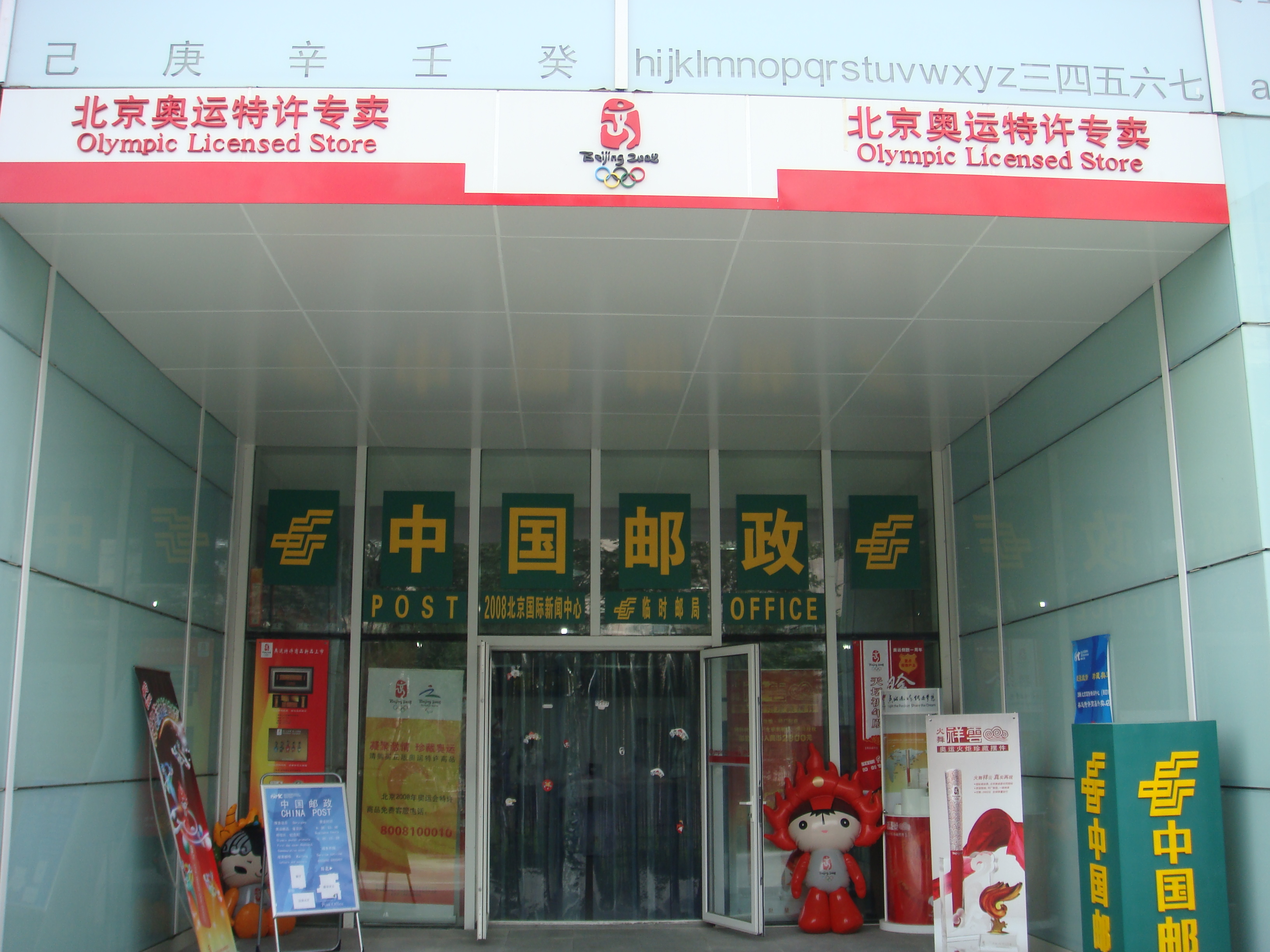
临时邮局和奥运特许店

BIMC内的志愿者主要由首都师范大学，中央财经大学，清华大学，北京大学等学校在校学生组成。其中首都师范大学学生约占总志愿者人数的60%左右，中央财经大学占20%以上，清华北大学生则为10%左右，另有一部分志愿者出自其他学校或社会。大部分志愿者身着BIMC发放的Kappa绿色T恤衫。
BIMC内的志愿者负责的服务分为外勤和内勤服务，外勤服务主要有：陪同非专业性语言翻译，指路引导，出租车站协助服务，班车协助服务等。内勤服务则主要是后台协助，诸如接待，注册服务，部分的技术支持也由志愿者承担。

## 外部連結
- （简体中文）2008北京国际新闻中心官方网站